# R. Paul Crabb
R. Paul Crabb (* 14. Juli 1954) ist ein US-amerikanischer Chordirigent und Musikpädagoge.

## Leben
Crabb studierte Musikerziehung am Bethel College in Kansas, Gesang an der Wichita State University und Chormusikerziehung an der Florida State University. Er trat weltweit mit seinen Chören auf und war zwei Jahre lang Leiter eines amerikanischen Gastchores im Rahmen des Russisch-Amerikanischen Chor-Symposiums am Moskauer Konservatorium. 1998–99 war er Gastprofessor in Salzburg, und 2001 unterrichtete er Musik des 18. Jahrhunderts in London. Im Sommer 2004 studierte er Polyphonie des 16. Jahrhunderts bei Peter Phillips in Rimini.
Er wirkte als Gastprofessor an der Franz-Liszt-Musikakademie in Budapest und unterrichtete und dirigierte 2007 an der Universität für Musik und darstellende Kunst Wien. Seit 2008 ist er Gastdirigent des Conservatorio Domenico Cimarosa in Avellino. 2010 war er Dirigent des Dante Musik- und Kunstfestivals in Nagoya, im Folgejahr unternahm er eine Konzertreise mit dem Coro da Camerata Antiqua de Curitiba durch Brasilien. Seit 2012 unterrichtet er Kirchenmusik in Wien. 2015 verbrachte er ein Sabbatshalbjahr in Schweden und wirkte dort unter anderem als Gastdirigent für Lunds akademiska kör.
Die Truman State University zeichnete ihn 1997 als Educator of the Year aus, im Folgejahr wurde er von der Carnegie Foundation for the Advancement of Teaching als Professor of the Year von Missouri ausgezeichnet. 2003 erhielt er das Walker and Doris Allen Fellowship der Truman State University. 2012 verlieh ihm die University of Missouri den William T. Kemper Award.